# Benjamin Serem
Benjamin Kiprop Serem (27 aprile 1987) è un maratoneta keniota.

## Competizioni internazionali
2007
- Argento alla Mezza maratona di Göteborg ( Göteborg) - 1h04'04"
- Oro alla Mezza maratona di Reykjavík ( Reykjavík) - 1h04'09"
- 6º alla Mezza maratona di Amburgo ( Amburgo) - 1h06'19"
- 7º alla Würzburger Residenzlauf ( Würzburg) - 28'40"
- 6º alla Alsterlauf ( Amburgo) - 29'18"

2008
- 16º alla Mezza maratona di Delhi ( Nuova Delhi) - 1h03'04"
- 4º alla Mezza maratona di Göteborg ( Göteborg) - 1h03'40"
- 9º alla Mezza maratona di Amburgo ( Amburgo) - 1h06'44"

2009
- Argento alla Maratona di Stoccolma ( Stoccolma) - 2h22'51"
- 7º alla Maratona di Mumbai ( Mumbai) - 2h14'32"
- Argento alla Maratona di Odense ( Odense) - 2h17'00"

2010
- Oro alla Maratona di Amman ( Amman) - 2h17'05"

2011
- Oro alla Maratona di Palermo ( Palermo) - 2h15'15"
- 4º alla Great Lakes Safaricom Marathon ( Kisumu) - 2h14'59"
- 9º alla Maratona di Odense ( Odense) - 2h34'24"

2012
- Argento alla Maratona di Gaborone ( Gaborone) - 2h16'46"

2013
- Argento alla UNESCO Cities Marathon ( Cividale del Friuli) - 2h19'27"
- 4º alla Mezza maratona di Tripoli ( Tripoli) - 1h04'52"

2016
- Oro alla Maratona di Amman ( Amman) - 2h18'05"

2017
- 8º alla Maratona di Siviglia ( Siviglia) - 2h16'21"
- Argento alla Maratona di Amman ( Amman) - 2h18'05"
- 4º alla Maratona di Doha ( Doha) - 2h18'23"

2018
- Bronzo alla Maratona di Torino ( Torino) - 2h16'55"
- Oro alla Maratona di Chisinau ( Chișinău) - 2h16'40"
- 21º alla Maratona di Lagos ( Lagos) - 2h27'40"

2019
- Oro alla Maratona di Amman ( Amman) - 2h18'24"